# Platythyrea nicobarensis
Platythyrea nicobarensis is een mierensoort uit de onderfamilie van de Ponerinae. De wetenschappelijke naam van de soort is voor het eerst geldig gepubliceerd in 1905 door Forel.